# Olios guineibius
Olios guineibius là một loài nhện trong họ Sparassidae.
Loài này thuộc chi Olios. Olios guineibius được Embrik Strand miêu tả năm 1911.